# Dorfkirche Krangen

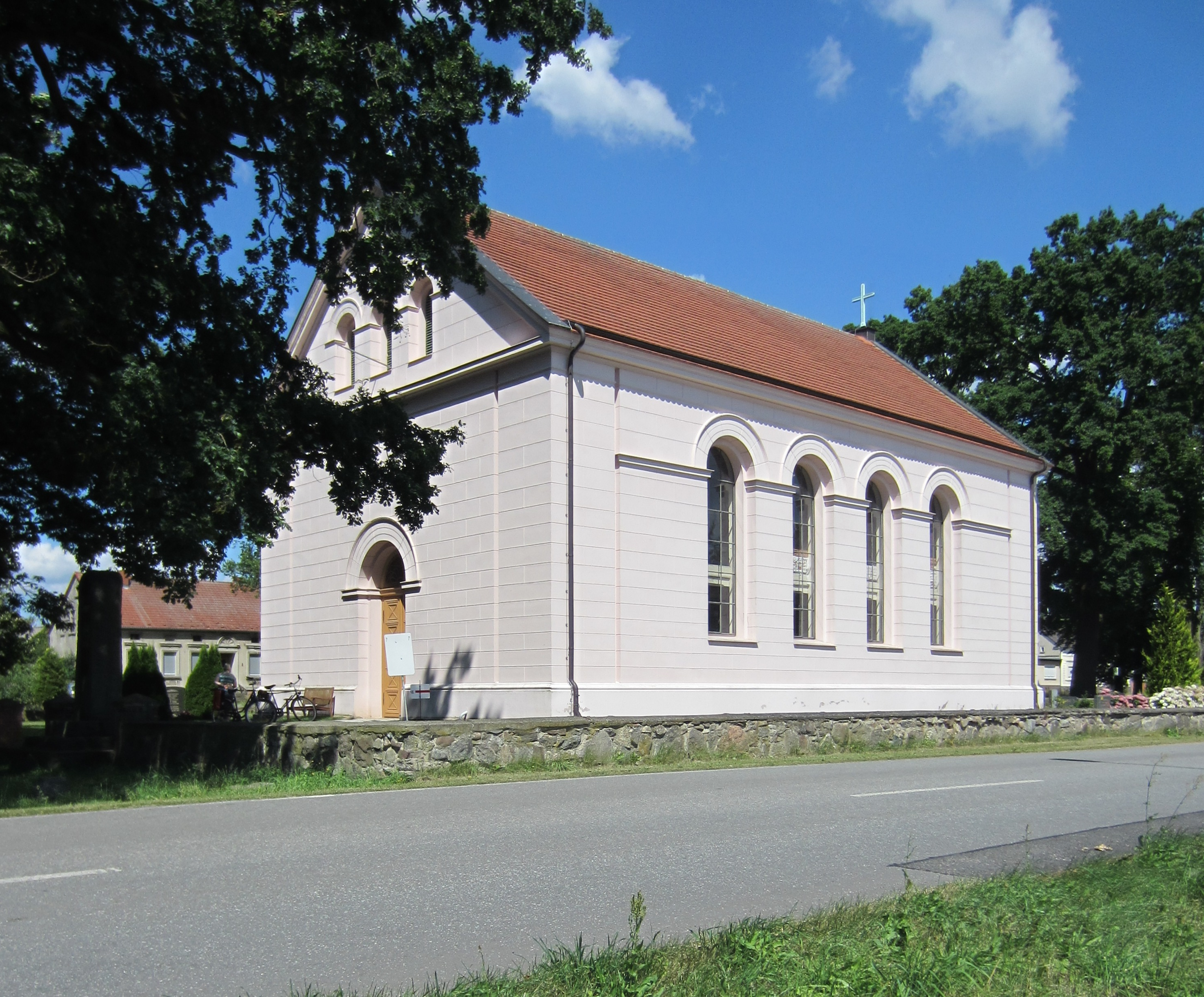
Dorfkirche Krangen

Die evangelische, denkmalgeschützte Dorfkirche Krangen steht in Krangen, ein Ortsteil der Stadt Neuruppin im Landkreis Ostprignitz-Ruppin von Brandenburg. Die Kirche gehört zur Gesamtkirchengemeinde Ruppin im Kirchenkreis Wittstock-Ruppin der Evangelischen Kirche Berlin-Brandenburg-schlesische Oberlausitz.

## Beschreibung
Die Saalkirche wurde nach dem Entwurf von Friedrich Wilhelm Ferdinand Hermann und Bernard Wilhelm Julius Pfeffer nach einem Muster von Karl Friedrich Schinkels Normalkirchen, d. h. ohne Kirchturm und mit Bogenfenstern, 1836/37 im Baustil des Klassizismus gebaut. Das Langhaus ist mit einem Satteldach bedeckt. Der horizontal geritzte Putz der Wände ist zwischen den Bogenfenstern und den Lisenen an den Ecken durch Gesimse gegliedert.
Im Westen befindet sich hinter dem Portal ein Vestibül. Der an drei Seiten mit Emporen versehene Innenraum ist mit einer Holzbalkendecke überspannt. Zur Kirchenausstattung gehört ein Kanzelaltar im Osten, dessen halbrunder, von kannelierten Pilastern flankierter Korb der Kanzel auf Konsolen steht. Die Orgel mit sieben Registern, einem Manual und einem Pedal wurde 1882 von Albert Hollenbach gebaut. Hinter dem Altar wurde ein Raum für Zwecke der Gemeinde durch eine Wand abgetrennt.